# Clinostigma savoryanum
Clinostigma savoryanum là loài thực vật có hoa thuộc họ Arecaceae. Loài này được (Rehder & E.H.Wilson) H.E.Moore & Fosberg mô tả khoa học đầu tiên năm 1956.